# Christoph Aeschlimann
Christoph Aeschlimann (* 1977) ist ein Schweizer Manager. Seit Juni 2022 ist er Chief Executive Officer (CEO) des Schweizer Telekommunikationsunternehmens Swisscom.

## Leben
Aeschlimann schloss die ETH Lausanne mit einem Diplom als Informatikingenieur ab und erlangte einen MBA der McGill University in Kanada. Er begann seine berufliche Karriere als Softwareentwickler beim Finanzdienstleister Odyssey, wechselte zwischenzeitlich zur Zühlke und kehrte dann als Manager zu Odyssey zurück. Beim Softwareentwickler ERNI Electronics fungierte er als Managing Director Schweiz und CEO. Am 1. Februar 2019 ging Aeschlimann zur Swisscom als Leiter des Geschäftsbereichs IT, Network und Infrastructure und Mitglied der Konzernleitung. Am 1. Juni 2022 wurde er zum CEO befördert.